# Tricyclea
Tricyclea (лат.) — род мух из семейства каллифориды (Calliphoridae).
Термитофилы.

## Распространение
Распространены в Афротропике.

## Описание
Мухи мелкого и среднего размера, основная окраска жёлтая. От близких групп отличается следующими признаками: нижний калиптер с внутренним краем, сходящимся с продольной осью тела, близко следует за скуттелярным краем; лоб от очень узкого до ширины почти с глаз; парафациальные области голые или с несколькими щетинками; обычно присутствует наружная постплечевая щетинка (отсутствует у нескольких видов: Tricyclea semicinerea, T. diffusa, T. bifrons и других). Термитофилы и мирмекофилы. Ассоциированы с термитами Macrotermes (Macrotermes bellicosus) и муравьями Paltothyreus, Dorylus.

## Классификация
Более 30 видов.
- Tricyclea analis
- Tricyclea bifrons
- Tricyclea bipartita
- Tricyclea bivittata
- Tricyclea claripennis
- Tricyclea colasbelcouri
- Tricyclea decora
- Tricyclea deemingi
- Tricyclea diffusa
- Tricyclea dubia
- Tricyclea evanida
- Tricyclea fasciata
- Tricyclea flavida
- Tricyclea flavipennis
- Tricyclea kivuensis
- Tricyclea lachaisei
- Tricyclea latifrons
- Tricyclea major
- Tricyclea martini
- Tricyclea moucheti
- Tricyclea nigroseta
- Tricyclea ochracea
- Tricyclea paradubia
- Tricyclea patersoni
- Tricyclea patrizii
- Tricyclea perpendicularis
- Tricyclea semicinerea
- Tricyclea semithoracica
- Tricyclea similis
- Tricyclea somereni
- Tricyclea spiniceps
- Tricyclea tauffliebi
  - (= Neocordylobia tauffliebi)
- Tricyclea unipuncta
- Tricyclea vansomereni
- Tricyclea voltae